# Gyrd Löfqvist

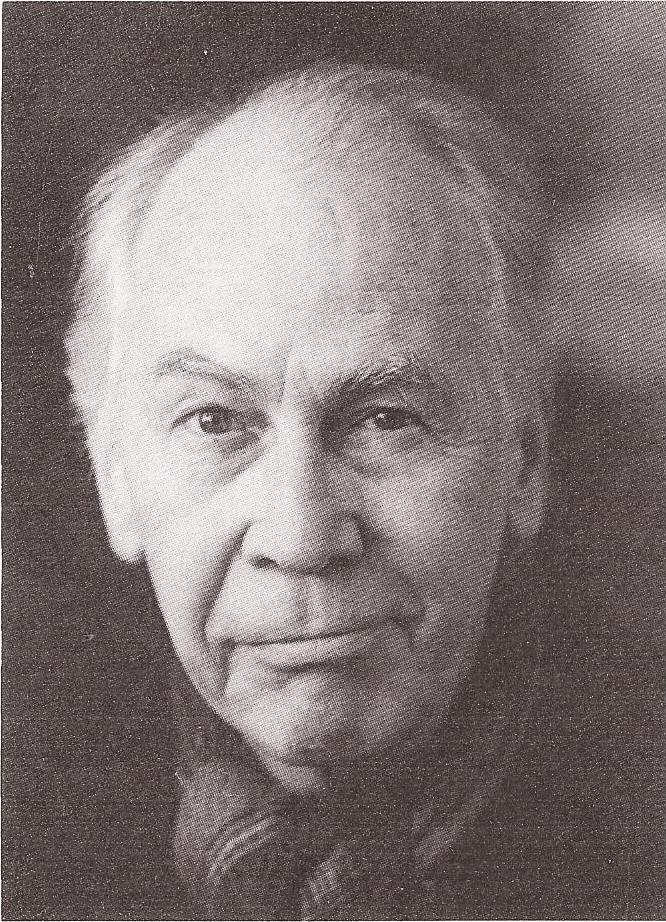
Gyrd Løfqvist, 1983.

Oluf Gyrd Löfqvist bzw. Gyrd Løfqvist (* 2. Juni 1921 in Kopenhagen; † 1. Mai 2012 ebenda) war ein dänischer Schauspieler.

## Biografie
Löfqvist stammte aus einer norwegisch-schwedischen Familie, die in Dänemark lebte. Seine Mutter († 1979) war eine Norwegerin, wodurch er den norwegischen Vornamen Oluf Gyrd bekam und von seinem Vater († 1939) hatte er den schwedischen Nachnamen Löfquist.
Er absolvierte seine Schauspielausbildung von 1942 bis 1944 an der Eleveskole des Königlichen Theaters Kopenhagen, wo er im Jahr 1944 auch sein Bühnendebüt als Darsteller hatte. Danach war er bis 1946 am Det Ny Teater engagiert. Danach hatte er verschiedene Engagements, so auch am Frederiksberg-Theater, Allé-Scenen, Aarhus Teater, Svalegangen oder am Gladsaxe Teater.
In den 1970er und in den 1980er Jahren war er hauptsächlich am Folketeatret tätig, wo er in vielen Rollen an einer Reihe von verschiedenen Aufführungen mitwirkte. Im Film hatte er bereits 1945 in En ny dag gryer seinen ersten Auftritt und wirkte insgesamt in mehr als 90 dänischen Filmen und in einigen Fernsehserien mit. Er war bis 2006 als Schauspieler aktiv, sowohl im Theater als auch im Film. 
Er war seit dem 24. Mai 1955 mit der dänischen Schauspielerin Jane Jeppesen verheiratet. Er starb am 1. Mai 2012 im Alter von 90 Jahren in Kopenhagen. Seine Asche wurde im Meer verstreut.

## Filmografie (Auswahl)
- 1945: Rote Wiesen (De røde enge)
- 1947: Soldaten og Jenny
- 1951: Nålen
- 1966: Untreue (Utro)
- 1968: Det var en lørdag aften
- 1970: Nattergalen
- 1971: Kommunisten
- 1972: Man sku' være noget ved musikken
- 1974: Mr. President
- 1976: Familien Gyldenkål sprænger banken
- 1978–1981: Die Leute von Korsbaek (Matador, Fernsehserie)
- 1982: Eine Leiche zuviel (Det parallelle lig)
- 1984: Privatdetektiv Anthonsen (Anthonsen)
- 1987: Peter von Scholten
- 1990: Casanova
- 1994: Nightwatch – Nachtwache Nattevagten
- 1997–1999: Taxa
- 1996: Charlot og Charlotte
- 1997: Das Auge des Adlers (Ørnens øje)
- 1999: Deep Water - Im Sog der Angst (Dybt vand)
- 2001: Hotellet (dänische Fernsehserie)
- 2001: Den gode søn (Kurzfilm)
- 2001: Den serbiske dansker
- 2001: Das Juwel der Wüste (Ørkenens juvel)
- 2003: Lykkevej
- 2005: Adams Äpfel (Adams æbler)
- 2006: Der Traum (Drømmen)